# Harri Meier
Harri Meier (* 8. Januar 1905 in Hamburg; † 7. November 1990 in Bonn) war ein deutscher Romanist und Etymologe.

## Leben
Meier studierte Romanische Philologie in Hamburg (bei Bernhard Schädel und Fritz Krüger) und wurde dort 1927 mit der Dissertation Beiträge zur sprachlichen Gliederung der Pyrenäenhalbinsel und ihrer historischen Begründung (erschienen Hamburg 1930) promoviert. Er war dann Lektor in Murcia, später Assistent am Ibero-Amerikanischen Institut der Universität Hamburg, schließlich 1934 Assistent am Romanischen Seminar der Universität Rostock. Dort habilitierte er sich 1935 bei Fritz Schalk. Von 1937 bis 1940 war er Privatdozent in Rostock, dann bis 1941 in Leipzig.
Von 1941 bis 1945 war er zuerst außerordentlicher, dann (1943) ordentlicher Professor in Leipzig. Von 1943 bis 1950 war er Gastprofessor in Lissabon, 1944 Direktor des dortigen Deutschen Wissenschaftlichen Instituts. Von 1950 bis 1954 war er ordentlicher Professor in Heidelberg, von 1954 bis zu seiner Emeritierung ordentlicher Professor für Romanische Philologie in Bonn.
Meier war korrespondierendes Mitglied der Heidelberger Akademie der Wissenschaften (1955).

## Werk
Die Impulse für sein sprachwissenschaftliches Forschen nahm Meier aus einem Verständnis von Wissenschaft, wonach erst die Einsicht in die Zusammenhänge der Zeit, des Raumes, der sprachlichen Ausdrucksformen und der Wissenschaftsgeschichte den Boden für die Fortentwicklung des Faches Romanistik bereitet. Infolgedessen spielte für Meier auch im Rahmen von linguistischen Einzelstudien die gesamtromanische Perspektive eine wichtige Rolle. Dabei blieben die methodischen Rahmenbedingungen der romanischen Etymologie insgesamt relativ homogen, auch wenn sich markante Divergenzen bei den Forschungskonzepten dann ergaben, wenn prinzipielle Unterschiede bei der Einschätzung sprachlicher Entwicklungszusammenhänge bestanden. Dies machte sich nachhaltig bei dem Antagonismus zwischen Harri Meier, der grundsätzlich lateinische Etymologien favorisierte, und Gerhard Rohlfs bemerkbar, der etymologische Erklärungen oft auf der Basis vorrömischer Substrat- oder germanischer Superstratwirkung suchte.
Die Grundsätze von Meier liegen auch seiner Theorie zur Sprachentwicklung auf der iberischen Halbinsel zugrunde: Demnach gab es zwei Romanisierungsströme, die unterschiedlichen Routen folgten. Der erste verlief in etwa von Tarraco aus entlang dem Ebrotal nach Kantabrien. Der zweite beginnt in Baetica in der Gegend des heutigen Andalusien, verläuft von dort aus nach Westen und biegt dann entlang der Atlantikküste nach Norden ab. Sein Ende findet er in Gallaecia-Asturica, heute Galicien und Asturien. Auf diese Weise lässt sich beispielsweise erklären, dass in Baetica ein gehobeneres Latein gesprochen wurde als in Tarraconensis. Spuren dieses höheren Sprachniveaus findet man heutzutage in der portugiesischen Sprache. Mit der Theorie lässt sich auch der Unterschied zwischen dem Katalanisch-Aragonesischen und dem Portugiesisch-Asturisch-Leonesischen erklären. Dem Kastilischen kommt demnach eine Mittelstellung zu.
Meiers literarisches Interesse galt vor allem Cervantes, er hat aber auch über Mérimée, Dante, Gil Vicente, Camoes und Jorge Amado gearbeitet. Seine Spanische Märchen hatten bereits 1977 eine Auflage von 75.000 erreicht. Sie erschienen im Jahr 2000 sogar als Tonträger auf dem Markt. Auch die in der Reihe Die Märchen der Weltliteratur erschienenen Portugiesische Märchen erreichten hohe Auflagen und wurden wiederholt aufgelegt.
Meiers Schaffen zählt weltweit zu den ertragsreichsten Studien, die in der zweiten Hälfte des 20. Jahrhunderts auf dem Gebiet romanistischer etymologischer Forschung unternommen wurden. Darüber hinaus gilt er als einer der großen Vertreter der Iberoromanistik.
Meier trat 1933 der SA, er beantragte am 17. Juni 1937 die Aufnahme in die NSDAP und wurde rückwirkend zum 1. Mai desselben Jahres aufgenommen (Mitgliedsnummer 4.517.331). Seine wissenschaftliche Haltung wurde gewürdigt.
Aus Anlass seines 25. Todestags wurde im Sommer 2015 eine Ausstellung eröffnet, die das Museum der Rheinischen Friedrich-Wilhelms-Universität Bonn, der Harri-Meier-Freundeskreis und das Romanische Seminar Harri Meier zu Ehren vorbereitet hatten.

## Weitere Werke
- Die Entstehung der romanischen Sprachen und Nationen, Frankfurt 1941, Ann Arbor 1980
- Ensaios de filologia romanica, Lisboa 1948
- Die Onomasiologie der Dummheit, Heidelberg 1972
- Neue Beiträge zur romanischen Etymologie, Heidelberg 1975
- Primäre und sekundäre Onomatopöien und andere Untersuchungen zur romanischen Etymologie, Heidelberg 1975
- Neue lateinisch-romanische Etymologien, Bonn 1980
- Lateinisch-romanische Etymologien, Wiesbaden 1981
- Die Entfaltung von lateinisch vertere, versare im Romanischen : Beiträge zur Geschichte einer etymologischen Grossfamilie, Frankfurt 1981
- Aufsätze und Entwürfe zur romanischen Etymologie, Heidelberg 1984
- Notas criticas al DECH de Corominas, Santiago de Compostela 1984
- Prinzipien der etymologischen Forschung : romanistische Einblicke, Heidelberg 1986
- Etymologische Aufzeichnungen : Anstösse und Anstössiges, Bonn 1988
- (Hrsg.) (mit Hans Sckommodau) Wort und Text. Festschrift für Fritz Schalk, Frankfurt 1963
- Adjetivo e adverbio. In: Ensaios de Filología Românica. Lisboa 1948, S. 55–114